# Poecillastra
Poecillastra är ett släkte av svampdjur. Poecillastra ingår i familjen Pachastrellidae.
Kladogram enligt Catalogue of Life:
| Poecillastra | \| \| Poecillastra amygdaloides \| \| \| \| \| \| Poecillastra ciliata \| \| \| \| \| \| Poecillastra compressa \| \| \| \| \| \| Poecillastra crassiuscula \| \| \| \| \| \| Poecillastra cribraria \| \| \| \| \| \| Poecillastra cumana \| \| \| \| \| \| Poecillastra dissimilis \| \| \| \| \| \| Poecillastra eccentrica \| \| \| \| \| \| Poecillastra fragilis \| \| \| \| \| \| Poecillastra incrustans \| \| \| \| \| \| Poecillastra japonica \| \| \| \| \| \| Poecillastra laminaris \| \| \| \| \| \| Poecillastra nana \| \| \| \| \| \| Poecillastra rickettsi \| \| \| \| \| \| Poecillastra rudiastra \| \| \| \| \| \| Poecillastra saxicola \| \| \| \| \| \| Poecillastra schulzei \| \| \| \| \| \| Poecillastra stipitata \| \| \| \| \| \| Poecillastra symbiotica \| \| \| \| \| \| Poecillastra tenuilaminaris \| \| \| \| \| \| Poecillastra tenuirhabda \| \| \| \| \| \| Poecillastra tuberosa \| \| \| \| \| \| Poecillastra wondoensis \| \| \| \| |
|              | \| \| Poecillastra amygdaloides \| \| \| \| \| \| Poecillastra ciliata \| \| \| \| \| \| Poecillastra compressa \| \| \| \| \| \| Poecillastra crassiuscula \| \| \| \| \| \| Poecillastra cribraria \| \| \| \| \| \| Poecillastra cumana \| \| \| \| \| \| Poecillastra dissimilis \| \| \| \| \| \| Poecillastra eccentrica \| \| \| \| \| \| Poecillastra fragilis \| \| \| \| \| \| Poecillastra incrustans \| \| \| \| \| \| Poecillastra japonica \| \| \| \| \| \| Poecillastra laminaris \| \| \| \| \| \| Poecillastra nana \| \| \| \| \| \| Poecillastra rickettsi \| \| \| \| \| \| Poecillastra rudiastra \| \| \| \| \| \| Poecillastra saxicola \| \| \| \| \| \| Poecillastra schulzei \| \| \| \| \| \| Poecillastra stipitata \| \| \| \| \| \| Poecillastra symbiotica \| \| \| \| \| \| Poecillastra tenuilaminaris \| \| \| \| \| \| Poecillastra tenuirhabda \| \| \| \| \| \| Poecillastra tuberosa \| \| \| \| \| \| Poecillastra wondoensis \| \| \| \| |
|              | Acanthotriaena |
|              | |
|              | Ancorella |
|              | |
|              | Brachiaster |
|              | |
|              | Characella |
|              | |
|              | Cladothenea |
|              | |
|              | Dercitus |
|              | |
|              | Lamellomorpha |
|              | |
|              | Pachastrella |
|              | |
|              | Stoeba |
|              | |
|              | Thenea |
|              | |
|              | Triptolemma |
|              | |
|              | Vulcanella |
|              | |
|              | Poecillastra amygdaloides |
|              | |
|              | Poecillastra ciliata |
|              | |
|              | Poecillastra compressa |
|              | |
|              | Poecillastra crassiuscula |
|              | |
|              | Poecillastra cribraria |
|              | |
|              | Poecillastra cumana |
|              | |
|              | Poecillastra dissimilis |
|              | |
|              | Poecillastra eccentrica |
|              | |
|              | Poecillastra fragilis |
|              | |
|              | Poecillastra incrustans |
|              | |
|              | Poecillastra japonica |
|              | |
|              | Poecillastra laminaris |
|              | |
|              | Poecillastra nana |
|              | |
|              | Poecillastra rickettsi |
|              | |
|              | Poecillastra rudiastra |
|              | |
|              | Poecillastra saxicola |
|              | |
|              | Poecillastra schulzei |
|              | |
|              | Poecillastra stipitata |
|              | |
|              | Poecillastra symbiotica |
|              | |
|              | Poecillastra tenuilaminaris |
|              | |
|              | Poecillastra tenuirhabda |
|              | |
|              | Poecillastra tuberosa |
|              | |
|              | Poecillastra wondoensis |
|              | |

|  | Poecillastra amygdaloides   |
|  |                             |
|  | Poecillastra ciliata        |
|  |                             |
|  | Poecillastra compressa      |
|  |                             |
|  | Poecillastra crassiuscula   |
|  |                             |
|  | Poecillastra cribraria      |
|  |                             |
|  | Poecillastra cumana         |
|  |                             |
|  | Poecillastra dissimilis     |
|  |                             |
|  | Poecillastra eccentrica     |
|  |                             |
|  | Poecillastra fragilis       |
|  |                             |
|  | Poecillastra incrustans     |
|  |                             |
|  | Poecillastra japonica       |
|  |                             |
|  | Poecillastra laminaris      |
|  |                             |
|  | Poecillastra nana           |
|  |                             |
|  | Poecillastra rickettsi      |
|  |                             |
|  | Poecillastra rudiastra      |
|  |                             |
|  | Poecillastra saxicola       |
|  |                             |
|  | Poecillastra schulzei       |
|  |                             |
|  | Poecillastra stipitata      |
|  |                             |
|  | Poecillastra symbiotica     |
|  |                             |
|  | Poecillastra tenuilaminaris |
|  |                             |
|  | Poecillastra tenuirhabda    |
|  |                             |
|  | Poecillastra tuberosa       |
|  |                             |
|  | Poecillastra wondoensis     |
|  |                             |